# Veroli
Veroli (tiếng Latin: Verulae) là một đô thị ở tỉnh Frosinone, Lazio, Italia.

## Các đô thị giáp ranh
- Alatri
- Balsorano
- Boville Ernica
- Collepardo
- Frosinone
- Monte San Giovanni Campano
- Morino
- Ripi
- San Vincenzo Valle Roveto
- Sora
- Torrice

## Cácfrazioni
Castelmassimo, Colleberardi, Colle Ciaffone, Cotropagno, Giglio di Veroli, Madonna della Vittoria, San Giuseppe le Prata, Santa Francesca, Sant'Angelo in villa, Scifelli, Aia le monache, Bagnara, Casamari, Case Cibba, Case Cocchi, Case Fiorini, Case Gattone, Case Palmerini-Oste, Case Pinciveri, Case Ricci, Case Scaccia, Case Sciascia, Case Volpi, Casino Spani, Castello, Chiarano, Colle Capito, Colle grosso, Colle Martino, Cona dei greci, Crescenzi, Crocifisso, Fontana Fratta, Gaude, Madonna degli Angeli, Madonna del pianto, Madonna di Foiano, Ponte Vasagalli, Puppari, San Cristoforo, San Filippo, Santa Maria Amaseno, Sant'Anna, San Vito, Speluca, Stere Mancini, Tondarella, Tor dei venti, Torre Caravicchia, Tretticatore, Vado Amaseno, Valle Amaseno, Vernieri, Virano.

## Lịch sử biến động dân số
| Năm                  | Dân số | Mật độ  |
| -------------------- | ------ | ------- |
| 1861                 | -      | -       |
| 1871                 | 11.474 | -       |
| 1881                 | 10.814 | -       |
| 1901                 | 12.665 | -       |
| 1911                 | 15.127 | -       |
| 1921                 | 15.527 | -       |
| 1931                 | 18.107 | -       |
| 1936                 | 18.258 | -       |
| 1951                 | 20.927 | -       |
| 1961                 | 18.188 | -       |
| 1971                 | 16.653 | -       |
| 1981                 | 18.265 | -       |
| 1991                 | 19.229 | -       |
| 2001                 | 19.818 | -       |
| 31 tháng 12 năm 2004 | 20.091 | 165/km² |